# Earthworm Jim HD
Earthworm Jim HD — компьютерная игра, разработанная и выпущенная компанией Gameloft в 2010 году для игровых консолей Xbox 360 (9 июня через сервис Xbox Live Arcade) и PlayStation 3 (3 августа через сервис PlayStation Network). Позднее игра была удалена со всех цифровых площадок в феврале 2018 года.

## Игровой процесс
Игровой процесс такой же, как и в оригинале. Это платформер с 2D-скроллингом с элементами Run and gun. Игрок управляет червяком Джимом и должен маневрировать им, избегая препятствий и врагов. Игрок может использовать пистолет в качестве стрельбы во врагов или голову в качестве кнута для битья врагов.
Хотя в ремейке уровни воссозданы точно, в нём нет секретного уровня оригинала «Who Turned Out the Lights?», а также уровень «Big Bruty», который присутствовал только в специальном издании игры. В нём есть три новых уровня и дополнительный контент, например, бой с боссом Pitch the Cat (отсылка на «Keyboard Cat»). В игре присутствуют достижения. Также были включены новые настройки сложности, как более простые, так и более сложные, чем оригинал.
Основным дополнением к игровому процессу является включение кооперативного многопользовательского онлайн-режима на четыре игрока. Игра содержит новые уровни, которых нет в оригинале, в которые можно играть до четырёх игроков как локально, так и через Интернет, и включает в себя командные головоломки и игровой процесс. Всего существует пятнадцать многопользовательских уровней. Достижения также могут быть разблокированы в многопользовательской части игры, вознаграждая игроков за то, что они «номер один» на каждом многопользовательском уровне «Xbox Live».

## Разработка
В 2009 году компания Gameloft подписала соглашение с Interplay Entertainment о правах на разработку, публикацию и распространение игр, связанных с серией Earthworm Jim. Это соглашение привело к порту игры без нового контента для WiiWare от Nintendo Wii и HD-ремейку для Xbox 360 и PlayStation 3. В игре не используется исходный код игры, а, скорее, ремейк был полностью воссоздан. Ни один из новых материалов игры не был одобрен Дугласом Тен-Нэйпелом, оригинальным создателем Earthworm Jim, и ни один из сотрудников оригинальной игры не был вовлечён в создание ремейка. В дополнение к обновлённой графике игры, саундтрек игры был ремастерирован, а озвучка Джима была перезаписана. Таким образом, Тен-Нэйпел больше не озвучивает Джима, как в оригинале. К введению игры также было добавлено краткое введение в стиле комиксов, которое первоначально было взято из руководства по прохождению игры.

## Отзывы
| Сводный рейтинг | Сводный рейтинг            |
| Агрегатор       | Оценка                     |
| --------------- | -------------------------- |
| GameRankings    | 76,81 %                    |
| Metacritic      | 73/100 (X360) 70/100 (PS3) |

Игра получила неоднозначные отзывы от критиков. Они в целом чувствовали, что, хотя некоторые части не очень хорошо состарились, игра всё ещё была приятной из-за ностальгии и включения нового контента, в основном многопользовательского режима. IGN не чувствовал, что игра полностью устарела, заявив, что «хотя технически это солидный ремейк, выбор дизайна оригинальной „Earthworm Jim“ продолжает вредить опыту, особенно для геймеров, привыкших к удобствам современных платформеров (прыжки и стрельба одновременно…)». Они похвалили новый многопользовательский режим как «хорошо работающий». 1UP.com также жаловался, что игровая механика оригинала не очень хорошо устарела, но высоко оценил недавно добавленный многопользовательский режим, положительно сравнив его с LittleBigPlanet. GameSpot пришел к выводу, что «…впечатляет, что „Earthworm Jim HD“ всё ещё сумасшедшая после всех этих лет, игра была бы намного более играбельной сегодня с некоторыми уступками современности… Пуристам, которые с любовью помнят, как играли в оригинальную игру на Genesis, могут просто полюбить эту поездку назад во времени; все остальные зададутся вопросом, о чём была суета»,
Official Xbox Magazine (Великобритания) особенно положительно отнесся к игре, заявив, что это «…блестящий пример того, как игры должны быть переделаны и ремиксы на XBLA». Британский журнал Play также написал положительный отзыв, назвав игру «Очень впечатляющим обновлением».